# カプリーヴァ・デル・フリウーリ
カプリーヴァ・デル・フリウーリ（伊: Capriva del Friuli）は、イタリア共和国フリウリ＝ヴェネツィア・ジュリア州ゴリツィア県にある、人口約1,600人の基礎自治体（コムーネ）。

## 名称
イタリア語以外の言語では以下の名を持つ。
- フリウリ語: Caprive [5]
- フリウリ語ゴリツィア方言 (it) : Capriva [5]
- スロベニア語: Koprivno

## 地理

### 位置・広がり
ゴリツィア県北部に所在するコムーネで、コッリオ (it:Collio (territorio)) 地方に属する町である。カプリーヴァ・デル・フリウーリの町は、ドブロヴォ（スロベニア領ブルダ市）の南約6km、県都ゴリツィアの西約8km、ウーディネの南東約26km、州都トリエステの北西約38kmに位置する
。
カプリーヴァ・デル・フリウーリの町は、東南にサン・ロレンツォ・イゾンティーノの町と隣接し、市街地が連続している。

#### 隣接コムーネ
隣接するコムーネは以下の通り。
- サン・フロリアーノ・デル・コッリオ - 北東
- モッサ - 東
- サン・ロレンツォ・イゾンティーノ - 南東
- モラーロ - 南西
- コルモンス - 北西

### 気候分類・地震分類
カプリーヴァ・デル・フリウーリにおけるイタリアの気候分類 (it) および度日は、zona E, 2288 GGである。
また、イタリアの地震リスク階級 (it) では、zona 2 (sismicità media) に分類される。

### 地勢
コッリオの丘陵地帯の一部にあたる。

## 歴史
ローマ時代にローマの支配下に入り、中世にはランゴバルド王国に属した。
1000年頃にアクイレイア総司教領 (Patriarchate of Aquileia (state)) に入り、1428年にはヴェネツィア共和国の支配下に入った。
16世紀にハプスブルク君主国の領土となる。第一次世界大戦ののち、イタリア王国の領土となった。

## 社会

### 経済・産業
ブドウ栽培が盛んに行われている。

### 人口

#### 居住地区別人口
国立統計研究所（ISTAT）は居住地区（Località abitata）別の人口として以下を掲げている。統計は2001年時点。
| 地区名               | 標高   | 人口  | 備考                                                             |
| -------------------- | ------ | ----- | ---------------------------------------------------------------- |
| CAPRIVA DEL FRIULI   | 46/151 | 1,613 |                                                                  |
| CAPRIVA DEL FRIULI * | 49     | 1,550 | サン・ロレンツォ・イゾンティーノのSan Lorenzo Isontino地区に連続 |
| Russiz di Sotto      | 60     | 11    | 特別な地区：宗教コミュニティ                                     |
| Case Sparse          | -      | 52    |                                                                  |

ISTATは人口統計上、家屋密度の高い centro abitato （居住の中心地区）、密度の低い nucleo abitato （居住の核となる地区）、まとまった居住地区を形成していない case sparse （散在家屋）の区分を用いている。上の表で地名がすべて大文字で示されているものが centro abitato である。「*」印が付されているのは、コムーネの役場・役所 la casa comunale の置かれている地区である。

## 交通

### 鉄道
- ウーディネ＝トリエステ線

### 道路
国道
- SS56   (it:Strada statale 56 di Gorizia)